# Nacionalismo armenio

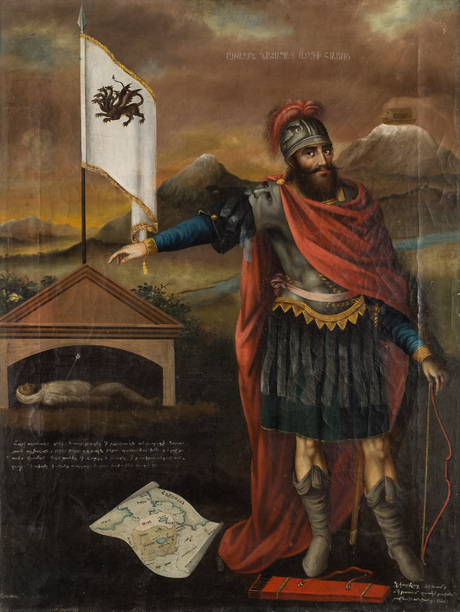
"Hayk" de Mkrtum Hovnatanian (1779–1846). El fundador legendario de la nación armenia, de pie junto a la tumba d Bel, en cuyo pecho aún se encuentra la flecha de Hayk. El mapa muestra la región del lago Van y el monte Ararat con el arca de Noé.

El nacionalismo armenio en la Edad Contemporánea tiene sus raíces en el nacionalismo romántico de Mikayel Chamchian (1738-1823) y se define generalmente como la creación de una Armenia libre, independiente y unida formulada como la Causa Armenia (դատ|Դատ "Hay Dat" [hɑj dɑt]). El resurgimiento nacional armenio se desarrolló en la década de 1880 en el contexto del resurgimiento del nacionalismo en el Imperio otomano y continuó en la Armenia rusa. La Iglesia apostólica armenia ha sido una gran defensora del nacionalismo armenio, con dirigentes como Khrimian Hayrik, que consagró su vida a los campesinos. Con la independencia de Armenia en 1991 y a causa de la mayor complejidad del tejido social armenio, la influencia política del Hay Dat decreció y dio paso a un nacionalismo armenio de tipo liberal.  

## Resurgimiento nacional
La situación de las minorías no musulmanas en el Imperio otomano cambió de modo sustancial como resultado de las reformas que se introdujeron durante la era de Tanzimat. Las primeras reformas estaban dirigidas a cambiar la organización y sistemas del Imperio otomano en conjunto. Sin embargo, a consecuencia de la presión diplomática ejercida por las grandes potencias, que habían apoyado al Imperio otomano frente a Rusia durante la Guerra de Crimea, en 1856 se llevaron a cabo reformas para comenzar a dar a los ciudadanos no musulmanes del Imperio los mismos derechos que tenían los musulmanes. El impuesto de capitación otomano que debían pagar los no musulmanes, la yizia, quedó abolido y se permitió que los no musulmanes pudieran ser soldados así como la apertura de escuelas para las comunidades no musulmanas.
Con estas novedosas y relativamente liberales condiciones, por todo el Imperio otomano se abrieron numerosas escuelas armenias.  La mayoría de ellas tomó un enfoque seglar.  Los armenios también fundaron asociaciones culturales para establecer un estándar mínimo para los programas de estudio y los profesores.  En 1880 estas asociaciones se federaron a través de la "Unión General de Escuelas Armenias".
Tras la derrota del Imperio otomano en la Guerra ruso-turca de 1877-78, la Asamblea Nacional Armenia y el Patriarca Nerses II de Constantinopla enviaron al Catholicós Mgrdich Khrimian al Congreso de Berlín en representación de los armenios en el debate sobre la "cuestión armenia". En su faomoso discurso patriótico conocido como "el cucharón de papel" Mgrdich Khrimian aconsejó a los armenios tomar como modelo el resurgimiento nacional búlgaro, ya que las esperanzas del pueblo armenio pasaban por la autodeterminación.
El artículo 61 del Congreso de Berlín mencionaba la posibilidad de una "Armenia autónoma", convirtiendo la "cuestión armenia", que era un problema interno del Imperio otomano, en un asunto internacional. En el tratado, la Turquía otomano aceptó proteger a sus súbditos armenios de la opresión y la violencia.  Sin embargo, el tratado no desarrolló ningún instrumento para obligar a Turquía a llevar a cabo reformas. Tanto Turquía como Rusia comenzaron a considerar toda expresión de identidad nacional armenia, por inocente que fuera, como un medio para la obtención de la autonomía.

## El papel de la Historia antigua
Los armenios son los habitantes originales de la mayor parte de la Armenia histórica, mientras que los turcos llegaron a Anatolia tan sólo con las conquistas del siglo XI. La idea de que los armenios también habían llegado a la región aunque hubiera sido quince siglos antes que los turcos planteaba, desde la lógica del nacionalismo étnico, la posibilidad de que las reivindicaciones turcas y armenias sobre el territorio estuvieran en un plano de igualdad moral.  La identificación con la gloria pasada de Urartu y sus antecesores prehistóricos puede utilizarse para reafirmar la cualidad indígena de los armenios y compensarles por su situación moderna, por lo que esta idea junto con el monte Ararat se ha convertido en un podersoso símbolo de la etnicidad armenia, en especial entre la segunda generación de la diáspora (Redgate 1995).
Como consequiencia, las interpretaciones esencialistas de la etnicidad abundan en la historiografía armenia y florecieron durante la era soviética, con ejemplos como la obra de S. A. Sardarián,  Pervobytnoye obshchestvo v Amenii (1967) que además de "numerosos plagios y errores" llega a postular que existe una raza armenia separada y oriunda de la meseta armenia y le atribuye la invención de la metalurgia (Kohl and Tsetskhladze 1995). En esta literatura son habituales las descripciones sesgadas de Urartu. Existen escenarios razonables en los que se plantea un componente protoarmenio en Urartu y que los primeros armenios fueron los herederos culturales de Urartu, pero la visión esencialista de la nacionalidad armenia que simplemente iguala Urartu y Armenia no se sostiene (Kohl and Tsetskhladze 1995).

## Armenia rusa

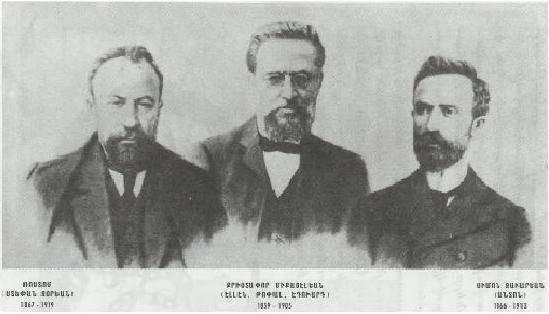
Los dirigentes de la FRA (Հայ Յեղափոխականներու Դաշնակցութիւն) que condujeron las reformas en las zonas habitadas por armenios en la Armenia rusa; Stepan Zorian, Christapor Mikaelian, Simon Zavarian

En el Imperio ruso, se intentó reducir los poderes y privilegios de la Santa Sede armenia en Echmiadzin para influir en la elección del Catholicós, y se desincentivó activamente el estudio de la historia y cultura armenia. En el Imperio otomano se prohibió en las escuelas la enseñanza de materias como la Historia de Armenia. En respuesta, se continuaban enseñando en secreto, creando mayores sospechas a ojos de las autoridades otomanas. Se prohibieron la venta y la exposición pública de imágenes que mostraran escenas de la Historia armenia. Los periódicos armenios también fueron clausurados o sujetos a una estricta censura.  En la década de 1890 muchas escuelas armenias fueron obligadas a cerrar y en 1893 se abolió la "Unión General de Escuelas Armenias". Los profesores de escuelas armenias fueron un objetivo específico durante las masacres hamidianas.

## El genocidio armenio

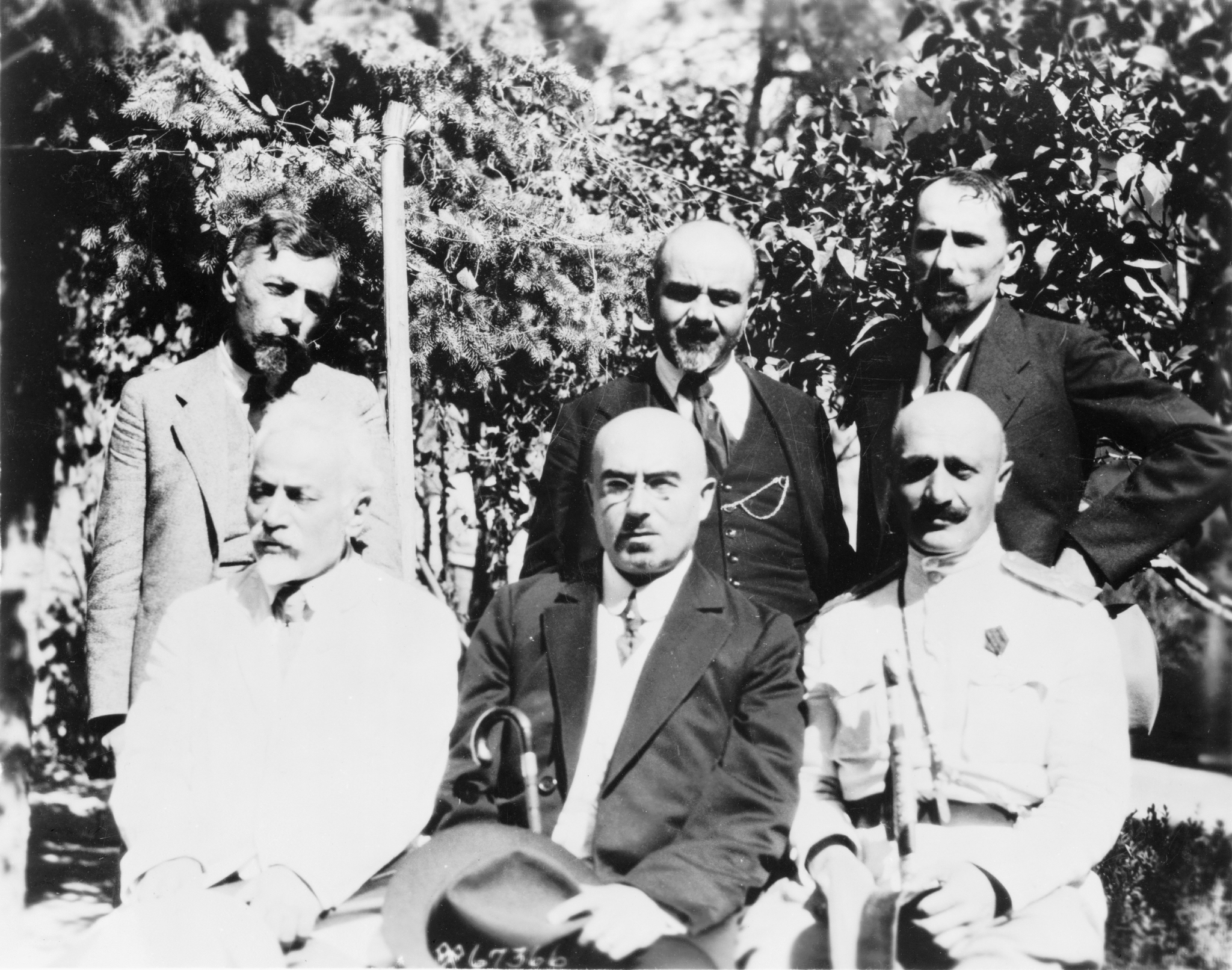
Miembros del segundo gabinete de la República Democrática de Armenia, 1º de octubre de 1919.

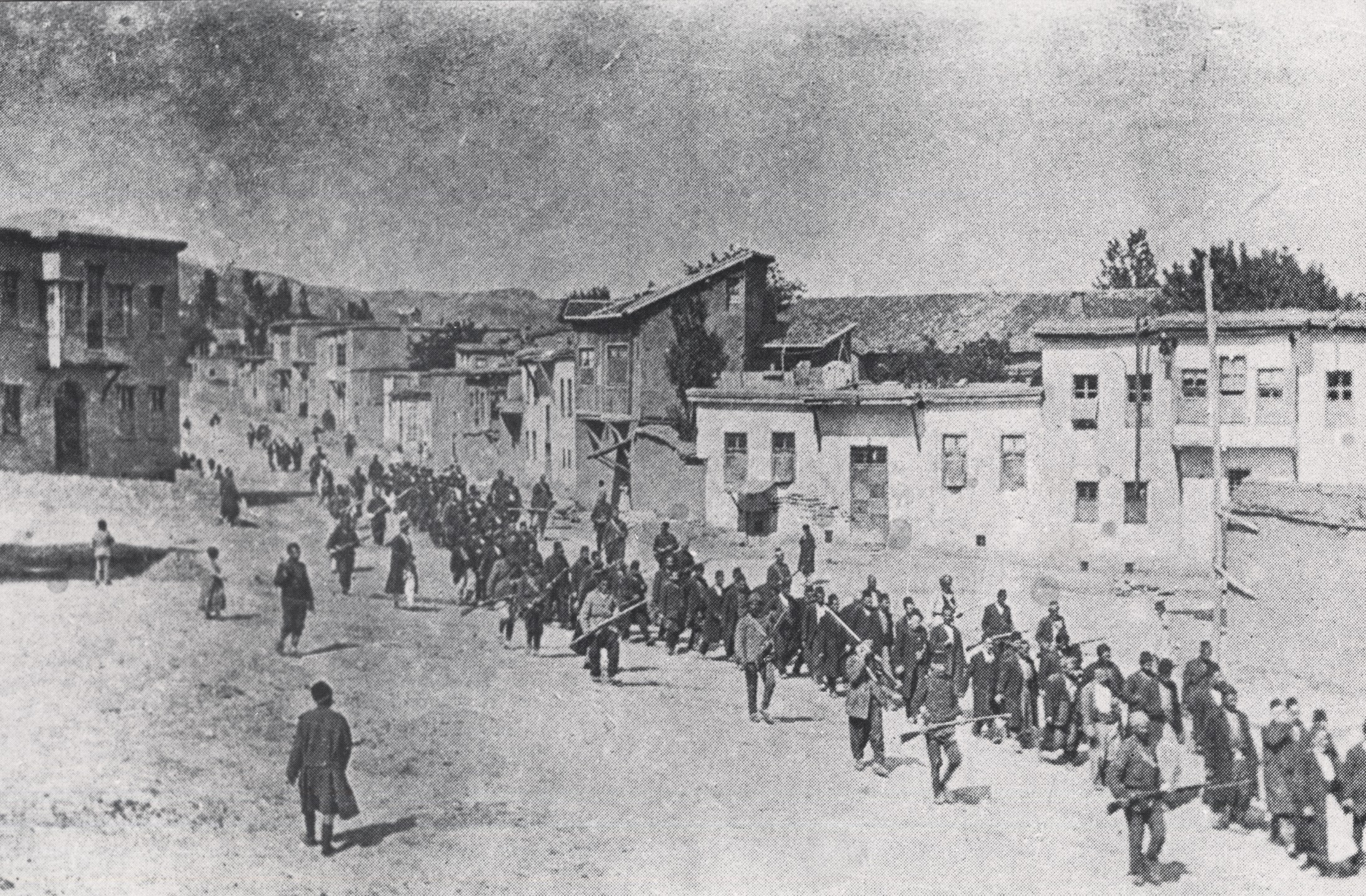
Civiles armenios son conducidos por soldados turcos a una prisión en Mezireh. Kharpert, Imperio otomano, abril de 1915.

El destino de los armenios tomó un giro fatídico dentro del Imperio otomano con la Primera Guerra Mundial, durante la cual empezó el genocidio armenio en el que aproximadamente murieron un millón y medio de armenios. Tras la Gran Guerra y la caída de la efímera República Democrática de Armenia, los armenios que no se encontraban en la diáspora, se vieron reducidos a ser una república menor dentro de  la Unión Soviética, la República Socialista Soviética de Armenia.

## Tiempos recientes y antiturquismo

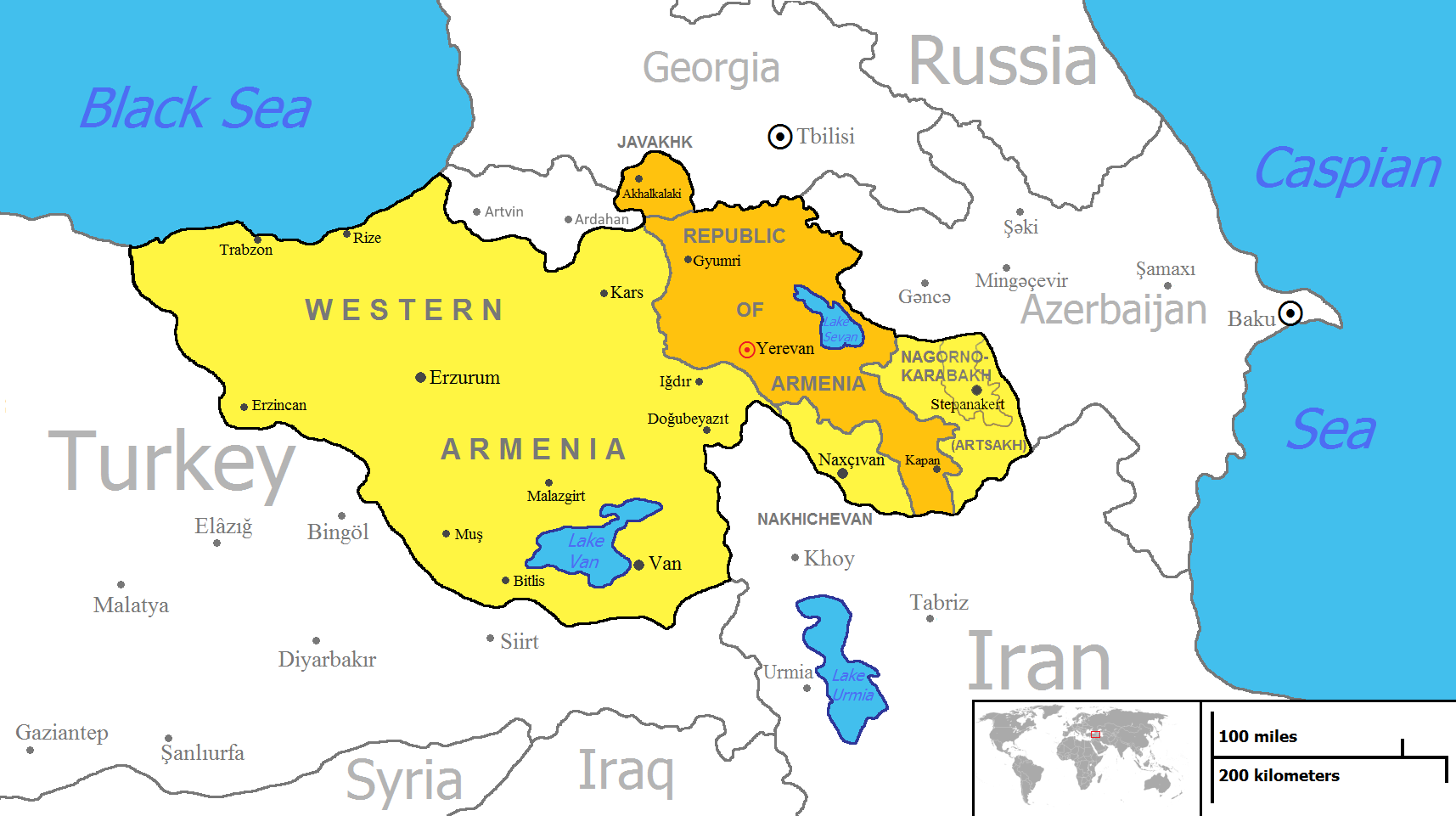
Concepto moderno de Armenia Unida. Incluye el noreste de Turquía a excepción de la zona fronteriza con Georgia, el enclave de Najicheván, el alto Karabaj y la zona de Ajalkalaki.

En tiempos soviéticos, la Federación Revolucionaria Armenia abogaba por la "Armenia histórica", que incorporaría Najicheván (que formaba parte de la RSS de Azerbaiyán y con posterioridad del país independiente del mismo nombre) y Turquía oriental (la parte occidental del Altiplano Armenio). El nacionalismo armenio del siglo XX remarcaba el "origen antiguo de los armenios", y por consiguiente abrazaba la hipótesis armenia de los orígenes indoeuropeos que los eruditos soviéticos lanzaron en la década de 1980. Durante el período de la Unión Soviética, los nacionalistas armenios se distinguían de los nacionalistas de otros pueblos absorbidos por la URSS en que en lugar de dirigir su actividad intelectual contra los rusos, el grupo étnico dominante en la Unión Soviética, seguían enfocando a su enemigo tradicional: los turcos. En consecuencia, el gobierno comunista los apoyaba de modo sutil. Armenia emergió como estado independiente en 1991.
Notablemente, el nacionalismo armenio se opone al nacionalismo turco. La unidad de Armenia con la diáspora armenia proviene, en gran medida, de sus campañas antiturcas. Según Brannen (2004), para las comunidades de la diáspora armenia en los Estados Unidos y Canadá, la memoria histórica del genocidio armenio llevado a cabo por turcos otomanos y kurdos en abril de 1915 ha pasado a desempeñar el papel de un "fetiche nacionalista central", alrededor del cual tiene lugar la formación de la identidad armenia[cita requerida]. El nacionalismo armenio de la diáspora tiene un componente muy fuerte de nostalgia por un lugar y un tiempo perdidos, simbolizado de modo muy poderoso por el monte Ararat, que, aunque visible desde Ereván, se encuentra en territorio turco.
Según Vartan Harutiunian, el nacionalismo armenio se basa en el antiturquismo y el armenio más patriota es también el más antiturco.